# Anatolij (Aksjonov)
Anatolij (světským jménem: Vladimir Alexandrovič Aksjonov; * 22. listopadu 1958, Afonino) je ruský duchovní Ruské pravoslavné církve a emeritní biskup kostanajský a rudnyjský.

## Život
Narodil se 22. listopadu 1958 ve vesnici Afonino Jaroslavské oblasti.
Roku 1965 se rodina přestěhovala do města Pereslavl-Zalesskij, kde studoval na střední škole. Po střední škole pokračoval ve studiu na Pereslavskou školu chemického průmyslu. Studium dokončil roku 1978 a začal pracovat v chemickém závodu.
Roku 1981 nastoupil na Moskevský duchovní seminář a poté na Moskevskou duchovní akademii. Poté byl 16. června 1987 postřižen na monacha se jménem Anatolij na počest svatého Anatolije Pečerského.
Dne 28. června 1987 byl rukopoložen na hierodiakona a 18. července na jeromonacha. Od srpna 1989 přednášel na Moskevské duchovní akademii a v semináři.
Dne 10. dubna 1990 byl povýšen na igumena.
Od září 1990 do dubna 1994 byl starším asistentem inspektora akademie. Od listopadu 1990 působil také jako zástupce rektora pro administrativní a hospodářskou práci.
Dne 22. ledna 1994 se stal představeným Nikitského monastýru a Svjato-Trojického monastýru Danilov a 7. dubna 1995 byl povýšen na archimandritu.
Dne 25. prosince 1997 jej Svatý synod zvolil biskupem pereslavl-zalesským a vikářem jaroslavské eparchie.
Dne 14. února 1998 byl oficiálně jmenován biskupem a následující den proběhla v chrámu Zjevení Páně v Moskvě jeho biskupská chirotonie. Světiteli byli patriarcha moskevský Alexij II., metropolita krutický a kolomenský Juvenalij (Pojarkov), arcibiskup solněčnogorský Sergij (Fomin), arcibiskup istrijský Arsenij (Jepifanov), arcibiskup jaroslavský a rostovský Michej (Charcharov), biskup bronnický Tichon (Jemeljanov), biskup zarajský Pavel (Ponomarjov), biskup verejský Jevgenij (Rešetnikov), biskup orechovo-zujevský Alexij (Frolov), biskup dubăsarský Justinian (Ovčinnikov), biskup chabarovský a priamurský Mark (Tužikov) a biskup krasnogorský Sava (Volkov).
Dne 9. dubna 1998 byl osvobozen od funkce představeného Svjato-Trojického monastýru Danilov. Od března do prosince 1998 byl rektorem Jaroslavského duchovního učiliště.
Dne 28. prosince 1998 byl převeden na magadanskou katedru. Dne 8. října 2000 byl jmenován jalutorovským a vikářem tobolské eparchie.
Dne 17. července 2001 byl za neoprávněné opuštění místa své služby v prosinci 2000 penzionován.
Dne 6. října 2010 byl Svatým synodem ustanoven biskupem kostanajským a petropavlským.
Dne 25. března 2011 se stal předsedou hospodářské správy Metropolitního okruhu Kazachstán.
Dne 5. října 2011 mu byl v souvislosti se zřízením samostatné petropavlské eparchie změně titul na kostanajský a rudnyjský.
Dne 25. srpna 2020 byl z důvodu dlouhodobé nepřítomnosti ve své eparchii, která vedla k vážným nedostatkům v jejím řízení, Svatým synodem penzionován. Byl dán pod dohled představenému Trojicko-sergijevské lávry.